# Deltote curvibasis
Deltote curvibasis is een vlinder van de familie van de uilen (Noctuidae). De wetenschappelijke naam van deze soort is voor het eerst voorgesteld als Eustrotria curvibasis door Max Wilhelm Karl Draudt in een publicatie uit 1950
De soort komt voor in West-China.